# Dirty Mind (dal)
A "Dirty Mind" a második kislemez Prince azonos című, 1980-ban megjelent albumáról. A dalt billentyűk köré építették, amelyet Doctor Fink készített. A dalnak nincsen refrénje és távol áll Prince korábbi két albumának stílusától. Dalszövege szexuális tartalmú, mint az a teljes albumon megszokott. A kislemez B-oldala a "When We're Dancing Close and Slow" a Prince albumról. Az amerikai soul slágerlistán hatvanötödik helyet ért el és az "Uptown"-hoz és a "Head"-hez hasonlóan ötödiket a dance listákon.

## Számlista
1. "Dirty Mind" (7" Edit) – 3:23
2. "When We're Dancing Close and Slow" – 5:18